# Городище (Самборский район)
Городи́ще (укр. Городище) — село в Ралевской сельской общине Самборского района Львовской области Украины.
Население по переписи 2001 года составляло 509 человек. Занимает площадь 12,772 км². Почтовый индекс — 81477. Телефонный код — 3236.